# Xylophanes germen
Xylophanes germen là một loài bướm đêm thuộc họ Sphingidae. Nó được tìm thấy ở México, Costa Rica, Guatemala và có ở Venezuela tới Bolivia.
Sải cánh dài 72–85 mm. Cá thể trưởng thành có lẽ mọc cánh quanh năm.
Ấu trùng ăn các loài Psychotria correae, Psychotria elata, Psychotria eurycarpa và Exostema mexicanum và có thể other Rubiaceae.

## Phụ loài
- Xylophanes germen germen (Mexico, Costa Rica, Guatemala)
- Xylophanes germen yurakano Lichy, 1945 (Venezuela đến Bolivia)

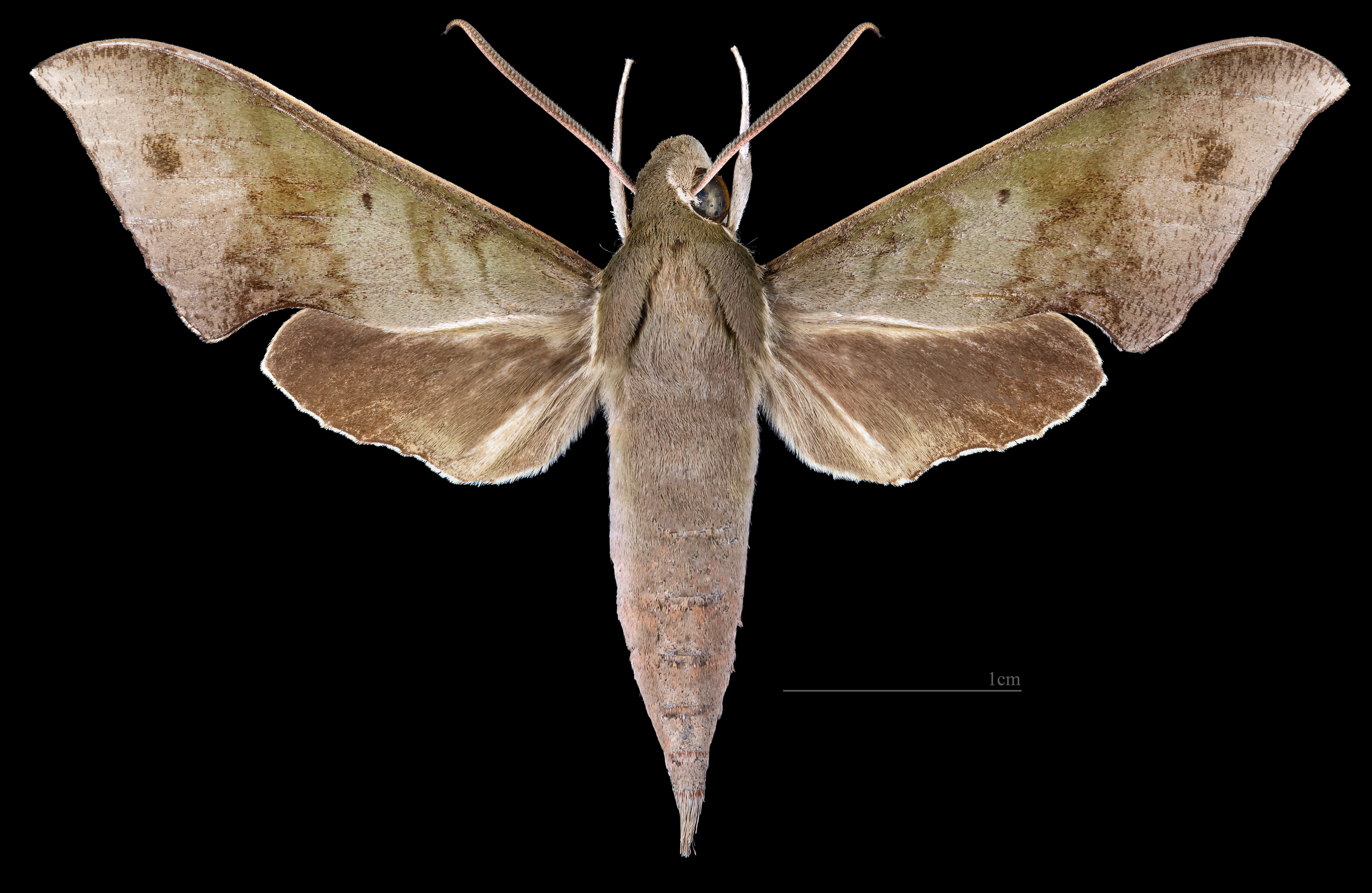
Xylophanes germen yurakano ♂
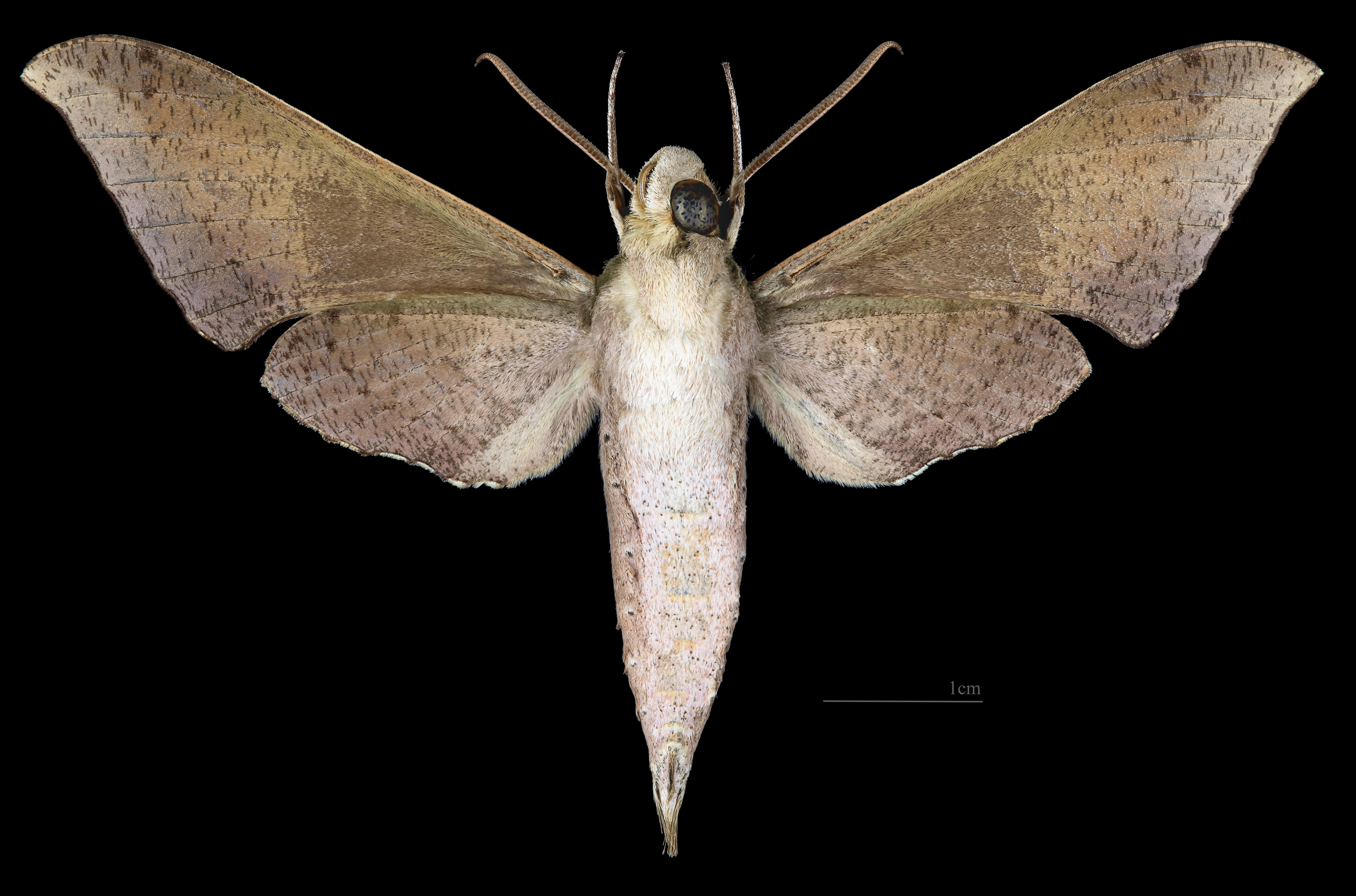
Xylophanes germen yurakano  ♂   △